# Sergej Fetisov
Sergej Vasiljevitj Fetisov, ryska: Серге́й Васильевич Фетисов, född 12 augusti 1952 i Orjol i Ryska SFSR i Sovjetunionen, död 3 maj 2017 i Orjol i Ryssland, var en rysk romanförfattare, manusförfattare, skådespelare och regissör. Han var verksam under pseudonymen Sergej Nizjnij (engelska: Sergey Nizhny) under början av 1990-talet.

## Biografi
I början av 1970-talet undergick Fetisov den då två år obligatoriska värnplikten inom det Sovjetiska flygvapnet i Estland. Efter sin värnplikt studerande han teater vid Ryska Institutet för teaterkonst (GITIS) och avlade en examen under mitten av 1970-talet. Hans mor blev under denna tid sjuk och han började därför arbeta inom posten, och lämnade skådespeleriet.
Under början av 1990-talet skrev Fetisov memoaren The Story of Roman. Memoaren blev aldrig publicerad. Han blev 1994 en av medgrundarna till en teater i Orjol. 2014 började han arbeta tillsammans med Peeter Rebane och Tom Prior med manuset för filmen Firebird (2021). Filmen är baserad på Fetisovs memoar. 2017 blev han mycket sjuk och var tvungen att opereras. Han avled senare till följd av operationen.

### Privatliv
Under sin tjänstgöring inom flygvapnet inledde Fetisov ett förhållande med stridspiloten Roman Matvejev. Under denna tid var sexuella aktiviteter mellan män inte lagligt i Sovjetunionen och straffades med upp till fem år i arbetsläger. Till följd av detta hölls deras förhållande hemligt. Efter att den sovjetiska underrättelsetjänsten KGB hade fått tips om att Matvejev hade påstådda sexuella relationer till män avslutades deras förhållande. Han flyttade då till Moskva.
Roman Matvejev omkom i en flygolycka i Afghanistan i början av 1980-talet.

## Filmografi i urval

### Film
| År   | Titel             | Roll              | Noter                                 |
| ---- | ----------------- | ----------------- | ------------------------------------- |
| 1988 | Na ischode notji  | Mekaniker         |                                       |
| 1996 | Jermak            | Nikita Stroganov  |                                       |
| 2007 | Georg             | Nikita Chrusjtjov |                                       |
| 2007 | Troje i snezjinka | Överstelöjtnant   |                                       |
| 2011 | BAgl              | Läkare            |                                       |
| 2012 | Rasskazy          | Guvernör          | Sozvezdie Best Supporting Actor Award |
| 2013 | Judas             | Pontius Pilatus   |                                       |
| 2015 | Stariki           | Gastrit           |                                       |

### Som manusförfattare
| År   | Titel    | Regissör      |
| ---- | -------- | ------------- |
| 2021 | Firebird | Peeter Rebane |